# بيت الصعدى (الحيمة الخارجية)

تعديل مصدري - تعديل

بيت الصعدى هي إحدى قرى عزلة المخلاف بمديرية الحيمة الخارجية التابعة لمحافظة صنعاء، بلغ تعداد سكانها 149 نسمة حسب تعداد اليمن لعام 2004.